# Politica județului Sibiu

Harta politică a judeţului dupa alegerile locale din iunie 2008

Harta politică a judeţului dupa alegerile locale din iunie 2012

## Alegeri locale

### 2008
La alegerile locale din 2008 electoratul județului Sibiu a votat în mediul urban cu precădere candidații FDGR și PNL, iar în mediul rural preponderent candidații PSD și PDL. 
Din cele 11 primării urbane 3 au fost ocupate de FDGR (între care primăria municipiului Sibiu, la conducerea căreia a fost reales Klaus Johannis cu 83,2%), 3 de PNL, 3 de PDL și 2 de PSD.
În funcția de președinte al Consiliului Județean Sibiu a fost reales, pentru prima dată prin vot uninominal, Martin Bottesch din partea FDGR.

## Alegeri legislative

### 2004
La alegerile legislative din 2004 județului Sibiu i-au revenit 7 locuri de deputat, ocupate în felul următor: Alianța D.A. 3 (PNL 2 + PD 1), PSD 2, PRM 1 și FDGR 1. 
Deputata Florina Jipa, aleasă din partea PRM, a abandonat în septembrie 2008 această formațiune și s-a înscris în PSD. Tot așa, deputații Raluca Turcan și Cornel Știrbeț, aleși în 2004 din partea PNL, au abandonat în 2007 această formațiune și s-au înscris în PDL. 
Așa fiind, la sfârșitul legislaturii 2004-2008, cei 7 deputați de Sibiu, aveau următoarea apartenență politică: 3 PDL, 3 PSD și 1 FDGR.

### 2008
În urma alegerilor legislative din 2008 populația județului Sibiu este reprezentată în Parlamentul României de 6 deputați (3 PDL, 2 PSD, 1 PNL) și 3 senatori (1 PDL, 1 PSD, 1 PNL).

Rezultatele în colegiile uninominale pentru alegerea deputaţilor

Rezultatele în colegiile uninominale pentru alegerea senatorilor